# Carica di colore
Nella fisica delle particelle, in particolare nella cromodinamica quantistica, la carica di colore è una carica fisica che definisce una proprietà dei quark e dei gluoni nel contesto della interazione forte.
La carica di colore è analoga alla nozione di carica elettrica, ma a causa degli aspetti matematici della QCD vi sono numerose differenze tecniche. Venne proposta da Oscar W. Greenberg nel 1964 per spiegare come i quark, pur avendo caratteristiche identiche, possano coabitare negli adroni senza contraddire il principio di esclusione di Pauli.
Il termine "colore" non ha alcuna relazione con i colori percepiti dall'occhio umano, ma si tratta semplicemente di un termine scelto a caso tra i tanti possibili per indicare una proprietà di alcune particelle subatomiche.

## Rosso, blu e verde
I colori scelti per rappresentare i quark sono tre: rosso, blu e verde; gli antiquark si presentano con gli anticolori: antirosso, antiblu e antiverde (che vengono rappresentati come ciano, giallo e magenta). Allo stesso modo i gluoni hanno una mescolanza di due colori, per esempio rosso-antiverde, che costituisce la loro carica di colore. In base a questo si è stabilito che vi sono otto gluoni indipendenti, invece delle nove combinazioni possibili (3 colori e tre anticolori), in funzione di considerazioni matematiche.
Le costanti di accoppiamento per le particelle dotate di carica di colore hanno queste caratteristiche: 

La sovrapposizione dei tre colori (rosso, verde, blu) dei quark dà luogo ad assenza di colore
Anche la sovrapposizione dei tre anticolori (antirosso, antiverde, antiblu) dà luogo ad assenza di colore

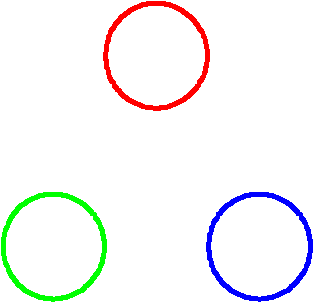
Un generico adrone costituito dai tre colori di quark (rosso, verde, blu) prima del cambio di colore.
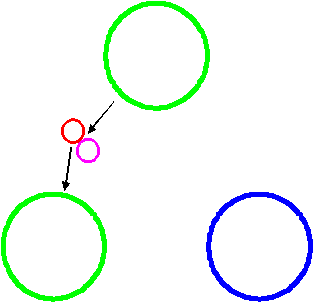
Il quark rosso diventa verde emettendo un gluone rosso-antiverde (quest'ultimo rappresentato in color magenta, nella figura).
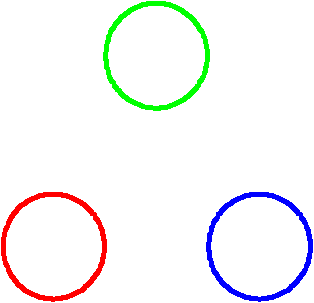
Il quark verde dopo aver assorbito il gluone rosso-antiverde diventa rosso. In questo modo la carica di colore è conservata.

## Costante di accoppiamento e carica
In una teoria quantistica dei campi il concetto di costante di accoppiamento e di carica (fisica) sono differenti ma in relazione tra loro. La costante di accoppiamento stabilisce la grandezza della forza di interazione; per esempio, nell'elettrodinamica quantistica (QED), la costante di struttura fine è la costante di accoppiamento.
 
La carica in una teoria di gauge ha a che vedere con il modo in cui una particella si trasforma nell'ambito della simmetria di gauge, come ad esempio la sua rappresentazione nell'ambito del gruppo di gauge. L'elettrone, ad esempio, ha carica {\displaystyle -1} e il positrone ha carica {\displaystyle +1} e ciò comporta che la trasformazione di gauge abbia, in qualche modo, effetti opposti su di loro. In particolare, se una trasformazione locale di gauge {\displaystyle \phi (x)} viene applicata in elettrodinamica, si ha che 
{\displaystyle A_{\mu }\to A_{\mu }+\partial _{\mu }\phi (x)},   
{\displaystyle \psi \to e^{iQ\phi (x)}\psi \,\,\,\,} e {\displaystyle \,\,\,\,{\overline {\psi }}\to e^{-iQ\phi (x)}{\overline {\psi }}},
dove {\displaystyle A_{\mu }} è il campo del fotone e {\displaystyle \psi } è il campo dell'elettrone con {\displaystyle Q=-1} (una barra sopra {\displaystyle \psi } denota la sua antiparticella, il positrone). 
Poiché la QCD è una teoria non-abeliana, le rappresentazioni, e da questo momento la carica di colore, sono più complicate. Le trattiamo nella sezione successiva.

## I campi dei quark e dei gluoni e le cariche di colore
Nella QCD il gruppo di gauge è il gruppo non-abeliano SU(3). La costante di accoppiamento running coupling è solitamente indicata con il simbolo {\displaystyle \alpha _{s}}. Ogni sapore di quark fa parte della rappresentazione fondamentale (3) e contiene una tripletta di campi indicata col simbolo {\displaystyle \psi }. Il campo dell'antiquark fa parte della rappresentazione coniugata complessa (3*) ed anch'esso contiene una tripletta di campi. Possiamo quindi scrivere
{\displaystyle \psi ={\begin{pmatrix}\psi _{1}\\\psi _{2}\\\psi _{3}\end{pmatrix}}}   e   {\displaystyle {\overline {\psi }}={\begin{pmatrix}{\overline {\psi }}_{1}^{*}\\{\overline {\psi }}_{2}^{*}\\{\overline {\psi }}_{3}^{*}\end{pmatrix}}}
Il gluone contiene un ottetto di campi, appartiene alla rappresentazione aggiunta (8) e può essere scritta usando le matrici di Gell-Mann come 
{\displaystyle {\mathbf {A} }_{\mu }=A_{\mu }^{a}\lambda _{a}.}
Tutte le particelle fanno parte della rappresentazione triviale (1) della SU(3) di colore. La carica di colore di ciascuno di questi campi è completamente specificata dalle rappresentazioni. I quark e gli antiquark hanno carica di colore 2/3 mentre i gluoni hanno carica di colore 8. Tutte le altre particelle hanno carica di colore zero. Dal punto di vista matematico, la carica di colore di una particella corrisponde al valore di un dato operatore quadratico di Casimir nella rappresentazione della particella.
Nel linguaggio semplificato introdotto precedentemente, i tre indici “1”, “2” e “3” nella tripletta di quark di cui sopra sono solitamente identificati con i tre colori. Questo linguaggio però manca del seguente punto. Una trasformazione di gauge SU(3) del colore può essere scritta come 
{\displaystyle \psi \to \mathbf {U} \psi }
dove {\displaystyle \mathbf {U} } è una matrice 3x3 che appartiene al gruppo SU(3). Quindi, dopo la trasformazione di gauge, i nuovi colori sono trasformazioni lineari dei vecchi colori. In breve, il linguaggio semplificato introdotto precedentemente non è un'invariante di gauge.
La carica di colore è conservata ma la registrazione interessata è più complicata della semplice somma delle cariche, così come invece succede nell'elettrodinamica quantistica. Un modo semplice per fare ciò è determinare il vertice dell'interazione e sostituirlo con la rappresentazione della linea di colore. Il significato è il seguente. Rappresentiamo con {\displaystyle \psi _{i}} 
la componente {\displaystyle i-}esima del campo di un quark (approssimativamente chiamato {\displaystyle i-}esimo colore). Il colore di un gluone è similmente dato da {\displaystyle \mathbf {a} } che corrisponde alla specifica matrice di Gell-Mann alla quale è associato; la matrice ha indici {\displaystyle \mathbf {i} } e {\displaystyle \mathbf {j} }. Queste sono le etichette di colore del gluone.

Al vertice dell'interazione si ha:
{\displaystyle q_{i}\to q_{ij}+q_{j}}.
La rappresentazione a linea di colore definisce questi indici. La conservazione della carica di colore significa che la fine di queste linee di colore deve trovarsi o nello stato iniziale o in quello finale e, in modo equivalente, che non vi deve essere rottura di linee nel mezzo del diagramma. 
Poiché i gluoni portano una carica di colore, due gluoni possono anche interagire tra loro. Un tipico vertice di interazione per i gluoni (detto vertice di tre gluoni) coinvolge g+g→g, insieme alla sua rappresentazione della linea di colore. I diagrammi di linea di colore possono essere ri-enunciati in termini di leggi di conservazione del colore; comunque, come è stato specificato prima, questo non è un linguaggio a invarianza di gauge. Da notare che in una tipica teoria di gauge non-abeliana il bosone di gauge porta la carica prevista dalla teoria e di conseguenza ha interazioni di questo tipo, come ad esempio il bosone W della teoria elettrodebole. In questa teoria il bosone W trasporta anche una carica elettrica e perciò interagisce con i fotoni.